# Madre Paula de Odivelas
Madre Paula de Odivelas nome religioso de Paula Teresa da Silva e Almeida (Lisboa, Santa Justa, 17 de Junho de 1701 – Odivelas, Odivelas, 22 de Abril de 1768), foi uma freira portuguesa.
Religiosa do Mosteiro de São Dinis em Odivelas, tornou-se a amante mais célebre do rei D. João V de Portugal, de quem teve vários filhos, entre os quais D. José de Bragança, um dos "Meninos de Palhavã". O traço de escândalo pela paixão que inspirou ao soberano durante a longa relação amorosa. 

## Biografia
Foi batizada na freguesia de Santa Justa, de acordo com o registo de batismos daquela paróquia. O seu avô paterno era Johannes Paul de Bryt depois João Paulo de Bryt, um antigo soldado Alemão da Guarda Estrangeira do Imperador Carlos V, estabelecido em Lisboa como ourives. Do seu casamento com Leonor de Almeida (filha do marinheiro Napolitano, o Italiano Domenico Ursello depois Domingos Urselo e de sua mulher Domingas de Andrade e Almeida) nasceu Adrião de Almeida Paulo, que seguiu a profissão do pai e chegou a Cavaleiro da Ordem de Nosso Senhor Jesus Cristo. Adrião de Almeida Paulo e a sua mulher, Josefa da Silva e Sousa, tiveram três filhas, Maria Micaela da Luz, Paula Teresa da Silva e Almeida e Leocádia Felícia de Assis de Almeida.
De acordo com os registos do mosteiro de Odivelas, Maria Micaela da Luz tornou-se noviça em 15 de Agosto de 1704, tendo professado a 4 de Outubro desse ano e permanecido na instituição até à sua morte (4 de Julho de 1768). Quanto a Leocádia Felícia de Assis, também passou por Odivelas, vindo, no entanto, a ser desposada por José Falcão de Gamboa Fragoso (Senhor dos Morgadios da Boavista e de Santo Aleixo e dono da Quinta da Bela Vista, ou Quinta do Falcão, na Pontinha), do qual teve uma filha.
Paula Teresa seguiu o exemplo da irmã mais velha, juntando-se a Maria Micaela da Luz no Mosteiro de São Dinis em Odivelas, cujos assentos registam o seu noviciado em 31 de Janeiro de 1717, tal como a profissão, em 22 de Fevereiro do ano seguinte (1718). A sua entrada na vida religiosa parece ter sido decidida pelo pai desde muito cedo. Os escassos recursos de Adrião de Almeida Paulo justificariam essa vontade de assegurar o sustento das filhas através do seu ingresso naquela instituição nos arredores de Lisboa.
Odivelas era um local assiduamente frequentado pela nobreza da corte na época em que Paula se tornou freira. Em 1719, realizou-se no mosteiro a festa do Desagravo do Santíssimo Sacramento (11 de Maio), promovida pelo conde de Penaguião e por Francisco de Assis de Távora, na qual se ofereceu "um magnífico jantar a toda a nobreza que assistiu" à cerimónia. No mesmo ano, a 23 de Outubro, ocorreu em Odivelas, com a presença da Corte, a tourada comemorativa do casamento de D. Brás Baltasar da Silveira e D. Joana de Meneses (filha dos condes de Santiago). Não faltariam, portanto, oportunidades para D. João V e os titulares que o rodeavam se deslocarem ao local.
Terá sido por esta altura que começaram os encontros entre o soberano e Soror Paula, uma vez que D. José de Bragança nasceu, em Lisboa, no dia 8 de Setembro de 1720. Sobre o modo como o monarca e a filha de Adrião de Almeida se conheceram, existem versões sem grande credibilidade, como a de Charles Fréderic de Merveilleux (para quem o interesse por outra mulher que resistia, refugiando-se em Odivelas à sua aproximação, teria levado o rei ao mosteiro, onde conheceria Paula) e a de Alberto Pimentel (para quem o primeiro interesse amoroso do monarca seria D. Madalena de Miranda, mãe de D. Gaspar, outro dos "Meninos de Palhavã"). Uma versão mais fiável pretende que D. Francisco de Portugal, 8.º conde de Vimioso, que mantinha relações com Soror Paula, teve de a deixar a favor do soberano. Bela e jovem, esta passou a ser sua amante, tornando-se Madre do Convento e passando a receber todas as atenções do monarca e uma generosidade extensiva à sua família. 
Segundo se sabe, era uma pessoa extremamente arrogante, susceptível e amiga de respostas prontas e "pesadas", talvez devido à consciência que tinha de ser a "amante do rei" e de faltar por conseguinte aos seus deveres de religiosa. Com efeito, numa ocasião em que algumas senhoras nobres não se levantaram à sua passagem, como competia à sua dignidade de Madre, terá respondido prontamente: "Não se levanta de graça quem se deita por dinheiro!". 
Depois da morte do rei D. João V, ter-se-á remetido à clausura e à perfeita observância dos seus deveres de religiosa, continuando no entanto a usar os aposentos que o rei tinha construído para si.

## O luxo de Madre Paula
Adrião de Almeida beneficiou da ligação entre a sua segunda filha e o monarca, que lhe concedeu algumas benesses, documentadas na Chancelaria da Ordem de Cristo. Desse modo, em 15 de Setembro de 1722, o pai de Paula recebeu o hábito de Cristo (nesta altura, segundo a carta que lhe atribui o hábito, era já viúvo e maior de 50 anos) e foi armado cavaleiro, recebendo licença para professar no Mosteiro de Nossa Senhora da Luz. Foi-lhe também atribuída uma tença de 12 réis "no Almoxarifado da Fruta de Lisboa" (8 de Outubro).
Em 1728, Paula recebeu tenças avultadas, registadas na Chancelaria de D. João V. Assim, em 28 de Abril foram concedidos à religiosa 210 mil réis anuais. Em 10 de Maio, foram atribuídos 210 mil réis por ano a Paula e a todos os seus herdeiros e sucessores, "assentados nos direites da Casa de India e pagos como athegora em duas pagas de Natal e São João". Finalmente, a 3 de Novembro, foi estabelecida uma tença de 1288 mil réis (cedida por Manuel Tomás da Silva, deão da capela real de Vila Viçosa), que duraria três vidas (Paula, Maria da Luz, e Leocádia), podendo prolongar-se por mais duas vidas, caso a terceira beneficiária tivesse filhos.
D. João V determinou ainda a construção, para Paula, de "uma residência cujo interior era digno da magnificência do rei do ouro", erguendo o edifício conhecido popularmente por "Torre da Madre Paula", demolido em 1948 devido ao perigo de derrocada, quando das obras no espaço do mosteiro. Aí se localizavam os aposentos de Paula e da sua irmã Maria da Luz.
Uma descrição do seu interior encontra-se num manuscrito anónimo e sem data existente na Biblioteca Nacional de Lisboa, embora aparentemente contemporâneo das habitantes da casa, uma vez que utiliza o tempo presente ("O quarto de cima, onde assistem", "O gabinete em que se touca Paula"). Um dos exemplares conhecidos do documento possui o título de "Notícia verdadeira do ornato que se viu nas casas de Madre Soror D. Paula Maria, religiosa no mosteiro de Odivelas. Seria a quem El-Rei D. João V tratou com as mais distintas honras obrigado a um amoroso afecto".
O texto refere as várias divisões que compõem os aposentos de Paula e Maria da Luz, enumerando a decoração ("assentos de veludo amarelo, com passamanes de prata", "armado de melania carmesim, com franjas e passamanes cor de ouro") e os móveis que as ornamentam, procurando o autor impressionar com a profusão de objectos como espelhos (frequentemente dourados) ou bufetes (existentes em todos os espaços descritos, excepto no oratório, também ele luxuoso). Alguns móveis, como o "leito da moda" de Paula, com "santos de ouro maciço em relevos" e roupa também valiosa ("lençois de olanda mui boa"), merecem particular destaque. O autor afirma não ter contemplado ("isto ainda não se viu") as numerosas arcas "de roupa de cheiro" que se dizem existir.
O aspecto mais impressionante da descrição é a abundância de prata ("tudo de prata dourada, que não tem número", "e tudo, que não se pode repetir, de prata"), de talha dourada ("as paredes de talha dourada", "tectos de entalhados dourados", "oratório todo de talha dourada", "duas sanefas de talha dourada", etc.) e ouro ("cortinas bordadas de ouro e borlas de ouro"). A repetição de termos relativos a este metal (nos onze parágrafos do texto, a palavra "ouro" é utilizada trinta vezes, tal como o conjunto de adjectivos dela derivados) destaca a preocupação do autor anónimo em realçar o esplendor da habitação. O metal brasileiro abundaria em Odivelas, sendo a habitação de Paula (servida por nove criadas) um verdadeiro símbolo do esplendor joanino.
César de Saussure contribui para a ideia do luxo de Paula com a sua descrição da "banheira de prata maciça", "dourada por dentro e por fora", que viu em Londres (a qual terá sido encomendada em 1724 por D. João V). Fabricada para oferta à amante do monarca português, "uma religiosa de não sei que convento", a banheira pesaria 3580 onças, causando, pela sua beleza, a admiração da corte britânica.
A caracterização pormenorizada do edifício presente no documento anônimo tem sido considerada verosímil, embora Carlota Abrantes Saraiva aponte a ausência de referências aos conjuntos de valiosos azulejos joaninos cuja existência no local, já no século XIX, é referida por Borges de Figueiredo e Manuel Bernardes Branco. Possivelmente, o manuscrito que descreve a habitação da freira, erroneamente designada por "Paula Maria" no título, pode não merecer plena confiança, caindo no exagero. Terá surgido em resultado quer do interesse pela relação extraconjugal de D. João V, quer pela fama que logo na altura se criou acerca da ostentação que constituía um aspecto essencial da imagem do rei freirático. A sua favorita não poderia deixar de beneficiar dessa riqueza, correspondendo o conteúdo do texto às expectativas dos eventuais leitores.
Mitos criados logo na primeira metade do século XVIII estarão na origem da crença no luxo oriental da religiosa. No entanto, D. João V terá contribuído (conscientemente?) para essa lenda com as benesses que concedeu a Paula e à sua família e o seu investimento na decoração da Torre (cujos aposentos principais terão sido destruídos pelo sismo de 1755).
Madre Paula viveu sumptuosamente, mesmo após a morte de D. João V. Morreu com 67 anos, sendo sepultada na Casa do Capítulo do Convento de Odivelas.
Na obra "Memorial do Convento", de José Saramago, o monarca caracteriza Madre Paula como "…flor de claustro perfumada de incenso, carne gloriosa…" (Editorial Caminho, p. 158).

## Na ficção
A vida de Madre Paula foi ficcionalizada no livro "Madre Paula" de Rocha Martins e no livro "Madre Paula", de Patrícia Müller, que mais tarde seria adaptado à série Madre Paula, da RTP1.